# Universaldrehtisch
Der Universaldrehtisch, U-Tisch oder Fjodorow-Tisch (engl. universal stage) ist ein optisches Instrument, das in Kombination mit einem Mikroskop zur Charakterisierung von Kristallen und Mineralien dient. Das Gerät wurde 1892 von dem russischen Mineralogen Jewgraf Stepanowitsch Fjodorow erfunden.
In der Kristallographie und Mineralogie verwendet man den Universaldrehtisch als Objekttisch eines Polarisationsmikroskops zur Bestimmung der geometrischen und optischen Eigenschaften von Proben, die weniger als 50 μm dick sind, beispielsweise zum Auffinden optischer Achsen oder Symmetrieebenen in Kristallen. Gängige Modelle des Universaldrehtischs ermöglichen die Drehung der Proben um zwei bis fünf verschiedene Achsen.